# Palácio do Setentrião

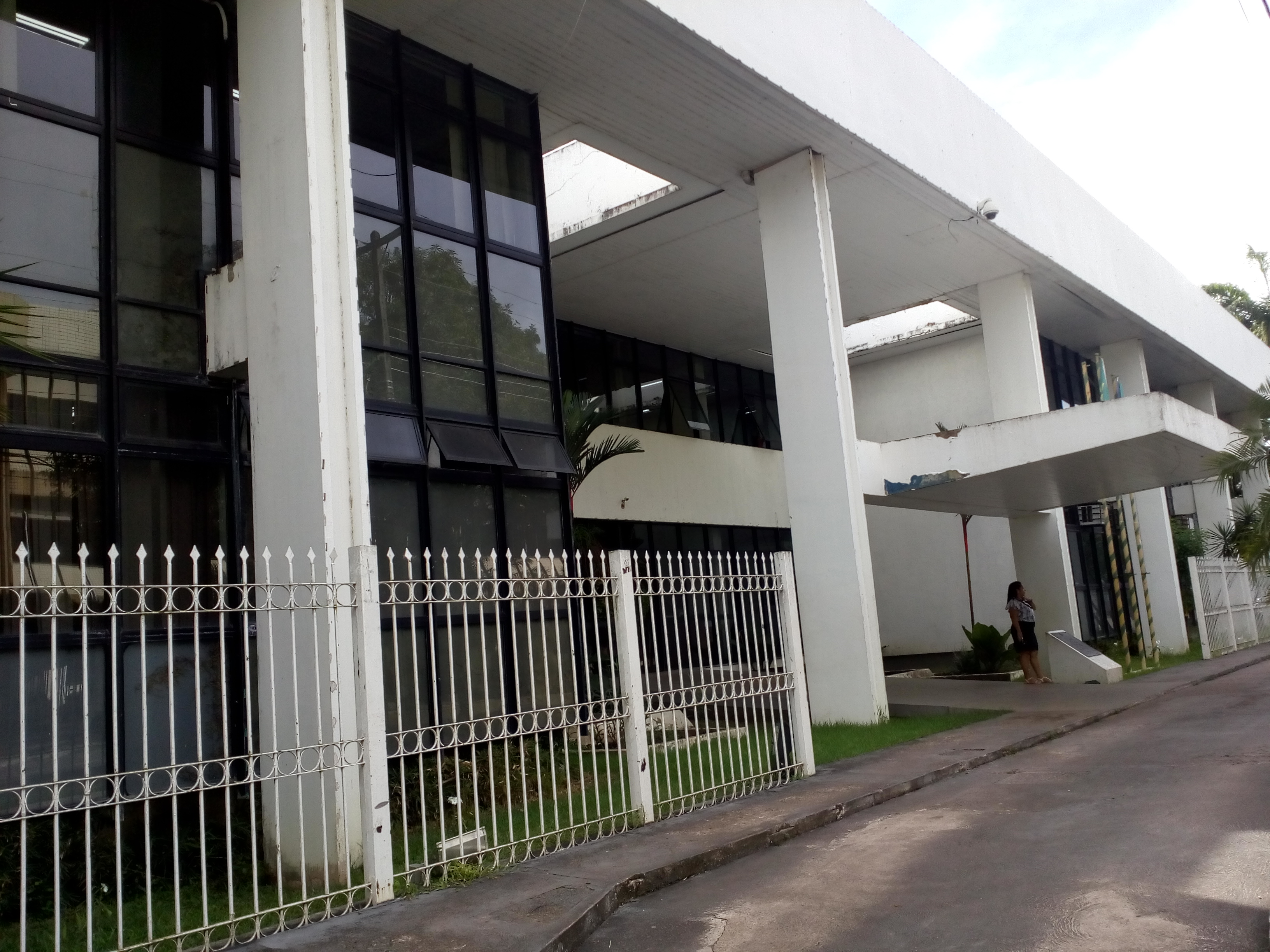
Vista a sede do governo do Amapá.

Palácio do Setentrião é a sede do Governo do Estado do Amapá, e residência oficial do governador desde 1976. Localiza-se no bairro do Centro histórico de Macapá, na Zona Leste da capital.
O sinônimo de “Setentrião” é um ponto cardial apontado ao norte, que se refere às sete estrelas da constelação da Ursa Menor.

## História
Em 1943, quando o Amapá foi desmembrado do Pará, a sede governamental do Território Federal do Amapá era a Intendência de Macapá (atual Museu Joaquim Caetano da Silva) até em 25 de janeiro de 1976, quando passou para o primeiro prédio do Setentrião no governo do General Ivonhé Martins, que hoje funciona a sede do Ministério Público do Estado do Amapá. O atual Setentrião foi construído ao lado do MP na gestão do governador Aníbal Barcelos e inaugurado em março de 1984.